# Chucho el Roto (telenovela)
Chucho el Roto fue una telenovela producida en México por Valentín Pimstein, dirigida por Fernando Wagner y protagonizada por Manuel López Ochoa y Blanca Sánchez, y con la participación antagónica de Susana Alexander y Luciano Hernández de la Vega en el año de 1968. Es una historia y adaptación de Carlos Chacón Jr, basada en una popular leyenda contada de boca en boca de mediados del siglo XIX cuando el México de aquel entonces era gobernado por el general Porfirio Díaz.

## Sinopsis
Jesús Arriaga es un carpintero humilde, honesto y servicial que vive con su madre, Doña Luisa y su hermana Guadalupe, en cuarterías de los "Arcos de Belén". La labor la desempeña en la casa de don Diego de Frizac, un hombre muy rico, aristócrata y con altas relaciones en el gobierno porfirista, en donde conoce a su hija Matilde.
Jesús y Matilde se enamoran, a pesar de la oposición de Don Diego y Carolina, hermana de Matilde. Don Diego envía a Jesús a la cárcel, acusándolo de robo. Jesús es enviado a una de las cárceles más temibles del Porfiriato: el castillo de San Juan de Ulúa enfrente del Puerto de Veracruz, de donde escapa de la cárcel junto con otros prisioneros: "El Rorro", "La Changa" y "La Fiera". Juntos forman una banda de ladrones y estafadores, que roban a los ricos para dárselo a los pobres, basándose en la inteligencia, astucia y buenos modales de Jesús Arriaga. A pesar de los esfuerzos de la policía duran varios años en atraparlo.

## Elenco
- Manuel López Ochoa .... Jesús Arriaga
- Luciano Hernández de la Vega .... Don Diego de Frizac
- Blanca Sánchez .... Matilde de Frizac
- Susana Alexander .... Carolina de Frizac
- Alicia Montoya .... Doña Luisa Arriaga
- María Eugenia Ríos .... Guadalupe Arriaga
- Arturo Benavides .... "El Rorro"
- Freddy Fernández "El Pichi" .... "La Changa"
- Mario García González .... "La Fiera"
- Eduardo Castell
- Jorge Castillo

## Versiones
- La XEW realizó una versión de Chucho el Roto como la última gran radionovela transmitida por la estación radial, escrita y dirigida por Carlos Chacón Jr., con más de 3,200 capítulos a lo largo de once años, tuvo gran acogida en México, Centroamérica y Sudamérica. Debido a este éxito, se produjo una telenovela que se transmitía junto con la radionovela; posteriormente se adaptó una tetralogía cinematográfica que se fue estrenando en paralelo a la transmisión de la radionovela:

- La vida de Chucho el Roto en 1970.
- Yo soy Chucho el Roto en 1970.
- Los amores de Chucho el Roto en 1970.
- El inolvidable Chucho el Roto en 1971.